# Melampophylax vestinorum
Melampophylax vestinorum är en nattsländeart som beskrevs av Moretti 1991. Melampophylax vestinorum ingår i släktet Melampophylax och familjen husmasknattsländor. Inga underarter finns listade i Catalogue of Life.